# Fritz Gribi
Fritz Gribi (* 4. April 1895 in Bern; † 31. Mai 1961 in Konolfingen) war ein Schweizer Lehrer und Bühnenautor berndeutscher Stücke.

## Leben

### Familie
Fritz Gribi war der Sohn des Telegrafenarbeiters Ferdinand Gribi. Ab 1923 war Fritz Gribi mit Martha, die Tochter des Zugführers Emil Zingg, verheiratet. Er wohnte mit seiner Ehefrau in Konolfingen.

### Werdegang
Fritz Gribi wurde in Bern geboren, wuchs in Büren an der Aare, Biel, Nidau und Wil im Kanton St. Gallen auf.
Nach dem Besuch des Lehrerseminars Hofwil bei Bern war er ab 1917 als Primar- und Gewerbeschullehrer in Konolfingen tätig; als er starb, war er Vorsteher der Gewerbeschule. Zu seinen Schülern gehörte 1931 unter anderem Friedrich Dürrenmatt.

### Künstlerisches Wirken
Fritz Gribi betrachtete das Theater als Bildungsinstrument und gründete 1947 die Gesellschaft für das schweizerische Volkstheater, deren Präsident er bis zu seinem Tod war; 1979 wurde die Gesellschaft zum Zentralverband Schweizer Volkstheater und ist heute der Dachverband des Amateurtheaters in der deutschen und rätoromanischen Schweiz. Im Rahmen der Weiterbildung für das Volkstheater gab er auch Regiekurse für die Bernische Arbeitswoche für das Volkstheater.
Für die Schule verfasste er 1924 mit Meyerisli Mundartlieder, 1929 mit Blüemlisalp, 1938 mit Schratteflueh und 1948 mit Madrisa verschiedene Mundartschauspiele nach Sagenstoffen und übertrug Theaterstücke in die Mundart, so unter anderem 1945 mit Der schwarz Schütz von August Ganther sowie 1947 mit Herts Holz von Max Hansen (1900–1960).
Er war auch an der Entwicklung verschiedener natur- und heimatkundlicher Lehrmittel beteiligt.

## Mitgliedschaften
Fritz Gribi trat 1920 dem Männerchor Eintracht bei und war für viele Jahre deren Dirigent; 1945 wurde er zum Ehrenmitglied ernannt.
Er war Mitbegründer der Bernischen Arbeitswoche für das Volkstheater und 1947 war er Gründer und Präsident der Gesellschaft für das schweizerische Volkstheater; nach seinem Tod folgte ihm der Schriftsteller Hans Rudolf Hubler (1922–2014) als Präsident.
Weiterhin war er Mitglied in der Schweizerischen Gesellschaft für Volkskunde sowie im 1913 gegründeten Verkehrsverein in Konolfingen.

## Schriften (Auswahl)
- Meyerisli: es paar Liedli für d'Schuel und für deheime. Aarau : Sauerländer, 1924.
- Vom Wind und den Windrichtungen: ans der Werkstatt einer Landschule. In: Schweizerische pädagogische Zeitschrift, Band 36, Heft. 1926. doi:10.5169/seals-789125#196, S. 90–93.
- Mit Trummen und mit Pfyffen. Bern: P. Haupt, 1928.
- Blüemlisalp: berndeutsches Sagenspiel in fünf Akten, mit alten Volksweisen. Aarau: Sauerländer, 1929.
- Lebensbilder von der Wiese. Bern: P. Haupt, 1930.
- Naturkundliche Lebensbilder am Wasser. Bern: P. Haupt, 1932.
- Schratteflueh: ein Spiel nach einer alten Sage in 5 Aufzügen. Aarau: Sauerländer, 1937.
- Der Sonntag des Grossvaters: drei Bilder: nach Jeremias Gotthelfs gleichnamiger Idylle. Bern: Francke, 1942.
- Der schwarz Schütz Fasch e. Gspänschtergeschicht; Es aparti luschtigs Stückli. Bern: Francke, 1945.
- Madrisa: Ein mundartliches Spiel in 5 Akten nach einer alten Sage. Aarau: H.R. Sauerländer & Co., 1948.
- Das Volkstheater. Zürich: Schweizer Spiegel Verlag, 1954.
- Max Hansen; Fritz Gribi: Herts Holz: "die Brüder Taverna"; ein Spiel in vier Akten. Elgg: Volksverlag, 1960.